# Platypalpus montenegrensis
Platypalpus montenegrensis är en tvåvingeart som beskrevs av Joseph Charles Bequaert 1962. Platypalpus montenegrensis ingår i släktet Platypalpus och familjen puckeldansflugor. Inga underarter finns listade i Catalogue of Life.